# Royal National Theatre
Het National Theatre (NT), sinds 1988 het Royal National Theatre, is een schouwburg in Londen en tevens de naam van een toonaangevend theatergezelschap, dat aan dit gebouw verbonden is. Het theatercomplex ligt aan de South Bank naast het Southbank Centre op de zuidelijke oever van de rivier de Theems in de borough of Lambeth. Het gebouw in de stijl van het brutalisme dateert uit 1976 en is sinds 1994 een grade II* listed building. Het National Theatre is met ruim 2300 zitplaatsen in drie zalen het grootste podium voor toneel in Groot-Brittannië. De National Theatre company is met zijn ruim 600 acteurs en musici de vaste bespeler van het theater, maar toert daarnaast met een aantal producties langs theaters en scholen in het Verenigd Koninkrijk en het buitenland. Sinds de oprichting in 1963 produceerde het gezelschap ruim 800 voorstellingen en won daarmee meer dan 450 belangrijke toneelprijzen.

## Geschiedenis

### Voorgeschiedenis
Al in 1847 gingen stemmen op om een einde te maken aan de "deplorabele staat van het Britse theater" en te komen tot oprichting van een nationaal theater, waar ruimte zou zijn voor "serieus drama". In 1879 werd in Stratford upon Avon de New Shakespeare Company opgericht, een voorloper van de Royal Shakespeare Company, en in 1904 volgde de vestiging van de Academy of Dramatic Art in het nog bestaande Her Majesty's Theatre, waardoor gedeeltelijk aan deze wens tegemoet werd gekomen, hoewel een nationaal theater, zoals de Comédie-Française in Frankrijk, ontbrak.
Pas na de Tweede Wereldoorlog werd er vaart gezet achter de plannen om een nationaal theater op te richten. De London City Council bood in 1948 een groot perceel aan, pal naast de Royal Festival Hall, waarvan de bouw een jaar later van start ging. Ter zelfde tijd maakte het Britse parlement geld vrij voor het nieuwe theater. In 1951 werd de eerste steen gelegd, maar daarna gebeurde er niets meer. Tien jaar later verklaarde de regering dat er geen geld was voor een nationaal theater, hoewel de stad Londen aangeboden had de helft van de bouwkosten te betalen en geen huur te vragen. De regering bleef echter aansturen op een (goedkopere) fusie tussen de bestaande gezelschappen van RSC, Sadler's Wells en Old Vic.

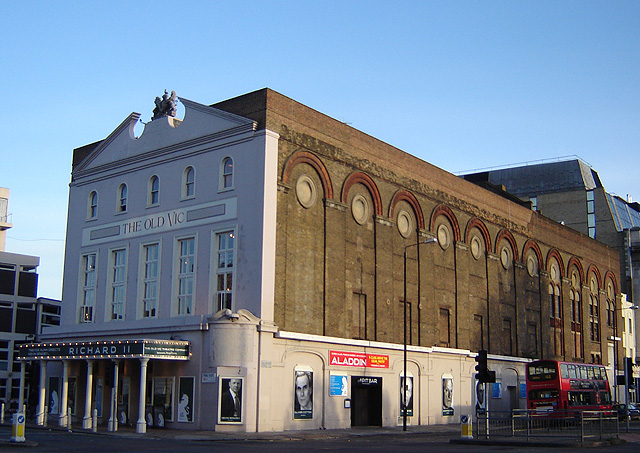
The Old Vic

### Oprichting NT in The Old Vic
Pas in 1962 werd overeenstemming bereikt over de financiering en werden twee raden van toezicht opgericht, een om de bouw van het theater te begeleiden en een om de oprichting van een nieuw toneelgezelschap te coördineren. Een jaar later werd onder leiding van Laurence Olivier het National Theatre opgericht, dat als tijdelijke huisvesting het in Zuid-Londen gelegen Old Vic theater koos, dat op dat moment geen eigen gezelschap had. Op 22 oktober werd daar de eerste voorstelling gespeeld, Hamlet, met Peter O'Toole in de titelrol.

### Verhuizing naar South Bank
In 1976 was het nieuwe theatercomplex aan de South Bank gereed en verhuisde het National Theatre naar de nieuwe locatie. Het gezelschap stond in deze periode onder leiding van Peter Hall. In 1984 werd NT Studio opgericht, dat een podium biedt aan jonge theatermakers. Ook na zijn terugtreden als artistiek directeur, bleef Peter Hall verbonden aan zowel het NT, de RSC en zijn eigen theater, The Rose. De nieuwe artistiek directeur Richard Eyre richtte in 1995 National Theatre Connections op, een organisatie die theater naar scholen brengt. Onder de directie van Trevor Nunn kwam er meer ruimte voor populaire theatervormen als musicals. Zijn opvolger Nicholas Hytner initieerde onder andere NT Future (een £80 miljoen kostend renovatieplan), NT Live (zie hieronder) en de mogelijkheid voor jongeren om voor £5 een kaartje te kopen.

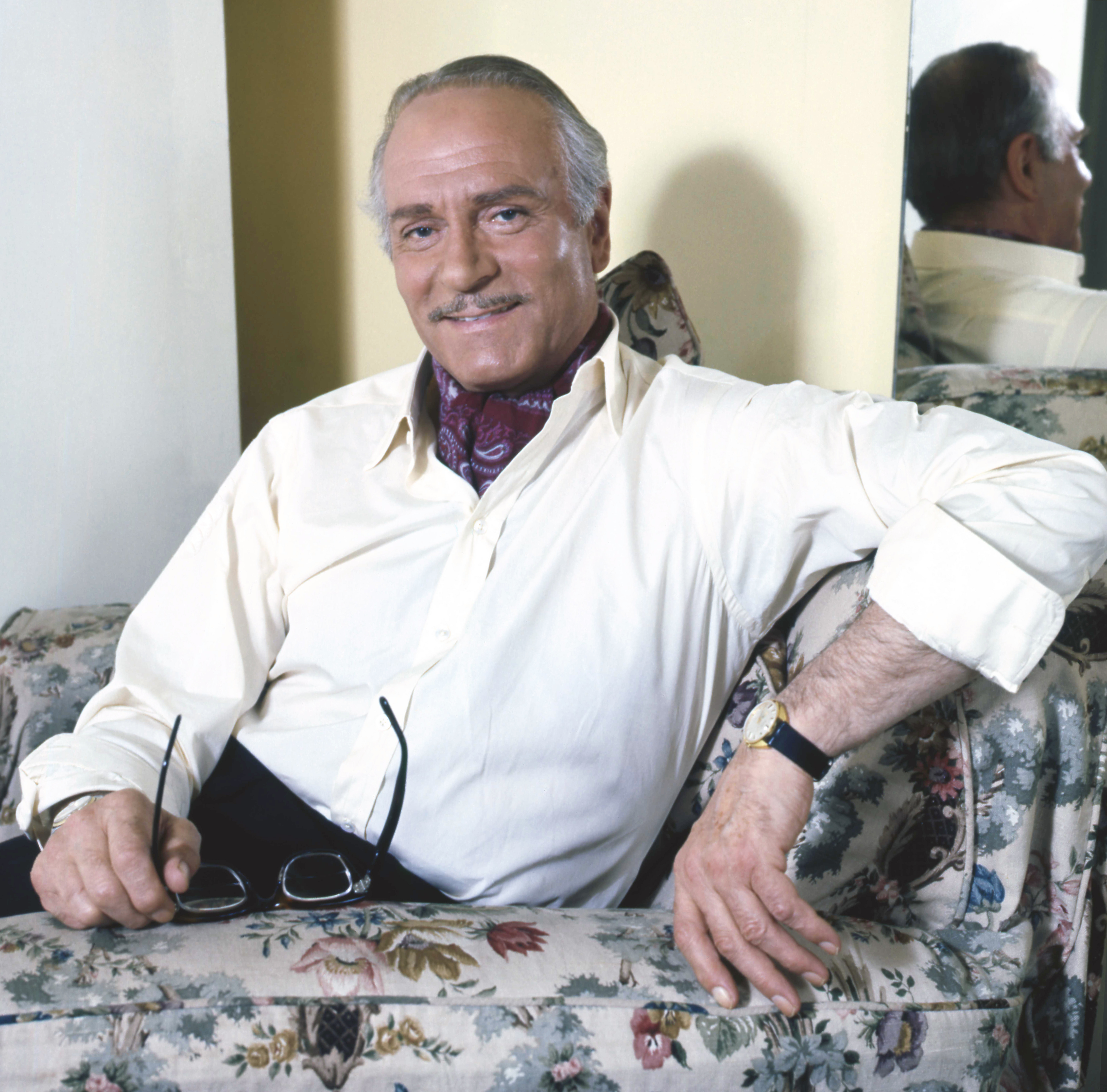
Laurence Olivier

### Artistieke leiders
- Laurence Olivier (1963–1973)
- Peter Hall (1973–1988)
- Richard Eyre (1988–1997)
- Trevor Nunn (1997–2003)
- Nicholas Hytner (2003–2015)
- Rufus Norris (2015–)[2]

## Het NT nu
Het aan het National Theatre verbonden toneelgezelschap behoort tot de meest gewaardeerde toneelgezelschappen van de Engelstalige wereld. Het gezelschap presenteert een gevarieerd programma, waarin stukken van William Shakespeare en andere 'klassiekers', een belangrijke rol spelen, maar daarnaast ook nieuwe stukken van hedendaagse toneelschrijvers.
In juni 2009 begon het theater met National Theatre Live (NT Live), waarbij voorstellingen live vanuit het theater te volgen zijn in bioscopen, aanvankelijk alleen in het Verenigd Koninkrijk, thans wereldwijd. De eerste uitzending betrof Racines Phèdre met Helen Mirren, die in 70 bioscopen te zien was. Tegenwoordig zijn de uitzendingen te volgen in meer dan 1000 bioscopen in 35 landen.
In het seizoen 2013-'14 produceerde het National Theatre 33 toneelstukken en gaf 3149 voorstellingen in binnen- en buitenland, waarmee ca 4,3 miljoen mensen werden bereikt (inclusief educatieprojecten en NT Live). In 2013-'14 haalde het NT een omzet van ongeveer £100 miljoen, waarvan 65% afkomstig was van de kaartverkoop en van NT Live uitzendingen, en ca 17% subsidie van de Arts Council England (in 1995 was dit nog 40%). Er werkten 1100 mensen bij het bedrijf, waarvan 653 acteurs en musici.

## Beschrijving gebouw

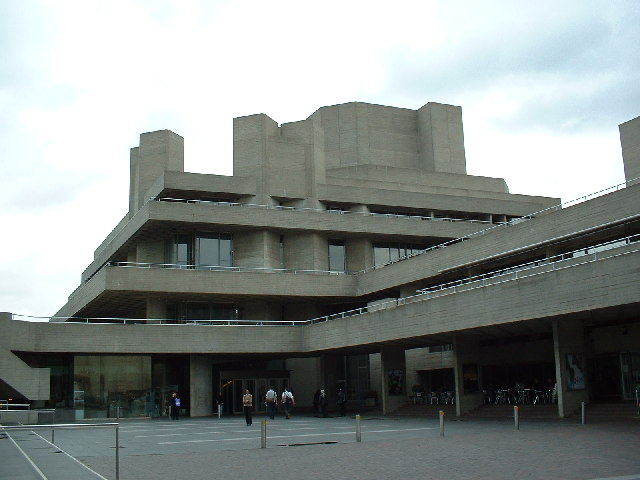
Het NT in brutalistische stijl

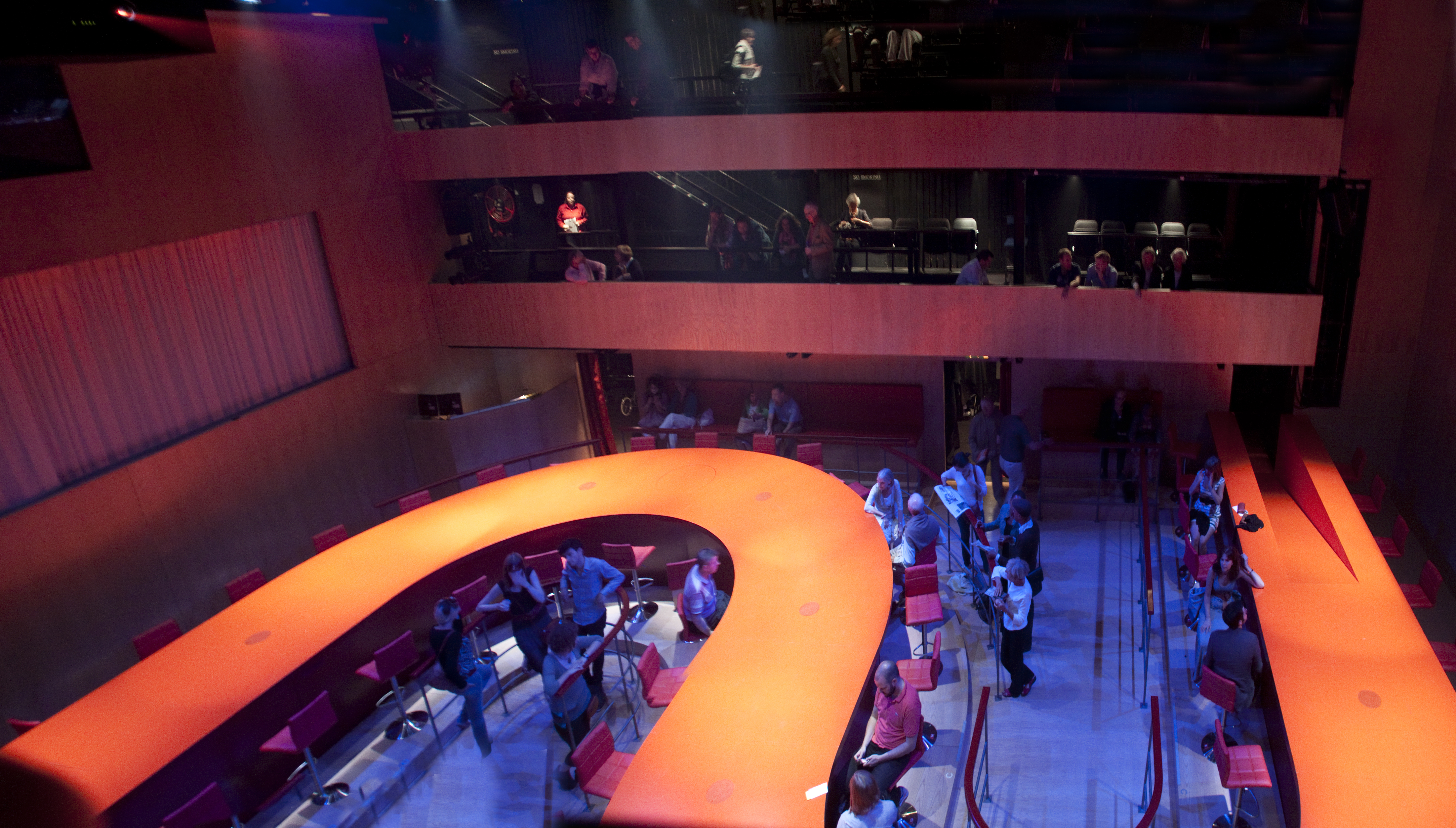
De Cottesloe, het kleinste auditorium

Het gebouw van het National Theatre aan de Theems is geconcipieerd als een stedelijk landschap van met elkaar verbonden terrassen, die het mogelijk maken om de stad en de rivier vanuit verschillende hoeken te zien. Geprezen is de manier waarop verticale en horizontale elementen in balans worden gehouden. Het gebouw wordt gezien als een typisch voorbeeld van het brutalisme, gekenmerkt door het gebruik op grote schaal van kaal beton. Naast bewondering stuitte het gebouw vanaf het begin op veel weerstand. Prins Charles beschreef het gebouw in 1988 als "a clever way of building a nuclear power station in the middle of London without anyone objecting". Desalniettemin werd het gebouw in 1994 opgenomen in de Statutory List of Buildings of Special Architectural or Historic Interest.
De terrassen aan de kant van de Theems, met name de grotere voorhof, lenen zich in de zomermaanden voor openluchtvoorstellingen. De laatste jaren wordt het gebouw op een bijzondere manier verlicht of zijn andere kunstzinnige projecten te zien. Zo werden de terrassen 'aangekleed' met graszoden en tuinmeubilair. In september 2007 werd voor het theater een standbeeld van Laurence Olivier in de rol van Hamlet onthuld.
De foyers met diverse horecagelegenheden zijn ook overdag open voor het publiek. Er worden backstage tours gegeven en er is een grote theaterboekwinkel in het gebouw gevestigd. Repetitiestudios en het NT archief zijn ondergebracht in het nabijgelegen gebouw van de NT Studio, aan The Cut en pal naast The Old Vic.
Het gebouw beschikt over drie zalen:

### Olivier Theatre
De grote zaal van het National Theatre, genoemd naar de eerste artistieke directeur Sir Laurence Olivier, is vormgegeven naar het voorbeeld van het Griekse theater van Epidaurus met een halfopen podium en een waaiervormig auditorium, dat plaats biedt aan 1100 bezoekers. Alle plaatsen bieden volledig zicht op het podium. Een vijf verdiepingen tellende installatie onder het podium maakt snelle en veelvuldige scènewisselingen mogelijk.

### Lyttelton Theatre
De middelgrote zaal van het NT is genoemd naar Oliver Lyttelton, de eerste bestuursvoorzitter van het National Theatre. Deze zaal is vormgegeven als een traditioneel lijsttheater en biedt plaats aan 890 bezoekers.

### Dorfman Theatre
De kleine zaal, voorheen Cottesloe Auditorium genoemd, is genoemd naar de filantroop Lloyd Dorfman. Deze ruimte met maximaal 450 stoelen is niet alleen de kleinste, maar ook de meest flexibele zaal in het NT complex. De zaal onderging in 2013 en 2014 een ingrijpende renovatie en kreeg daarna zijn huidige naam.

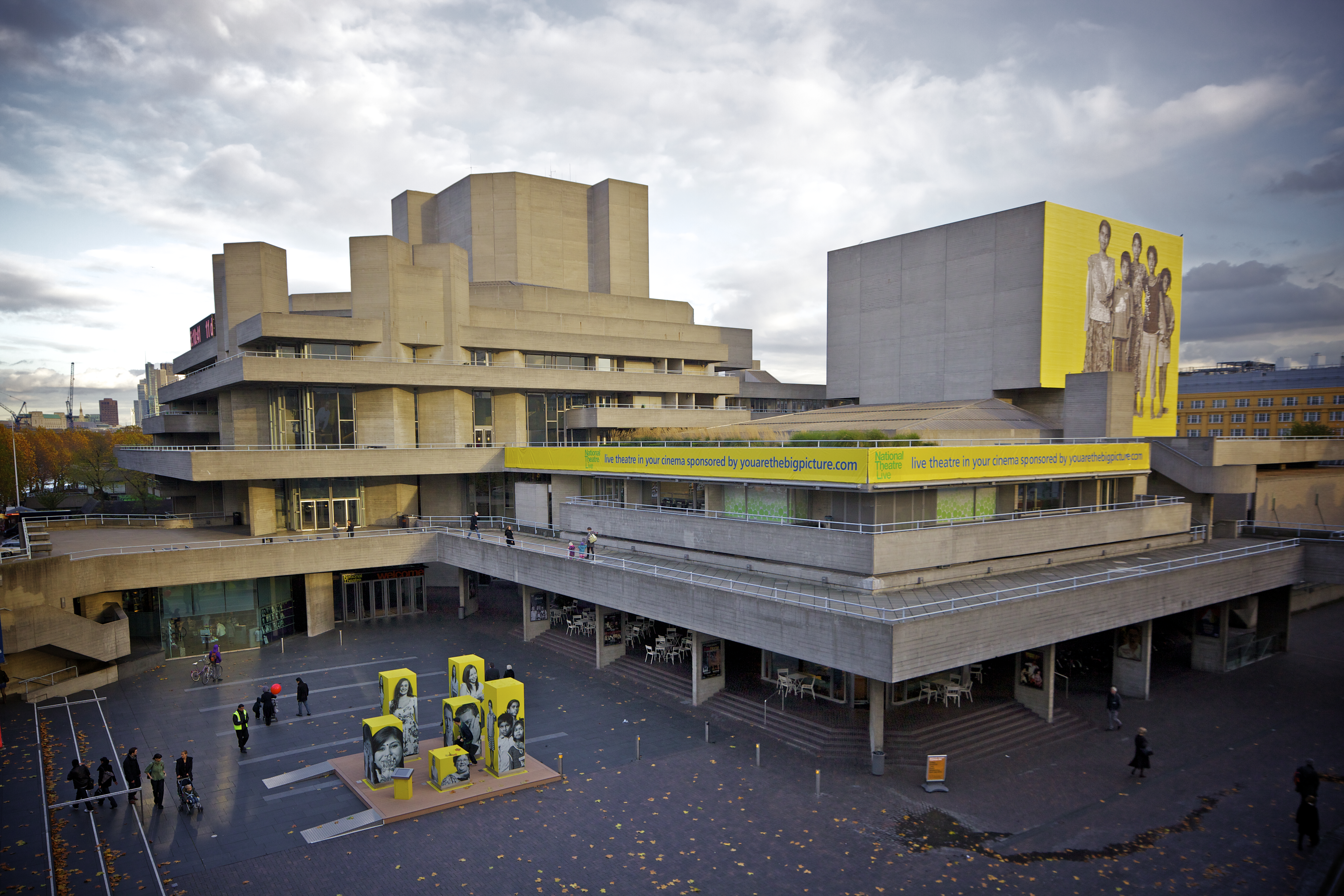
Overzicht gebouwencomplex
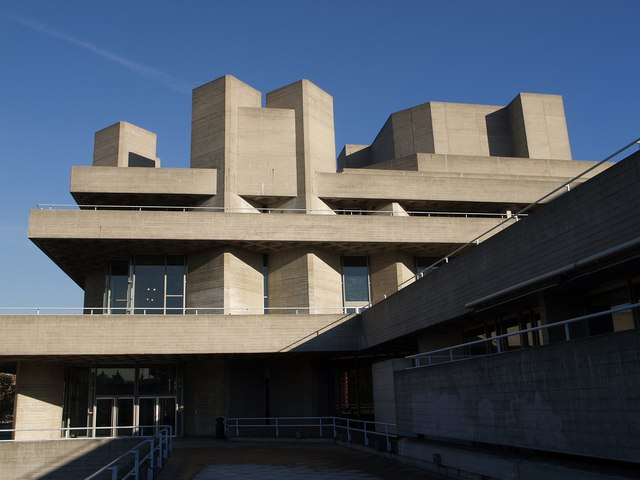
Zicht vanuit het zuidwesten
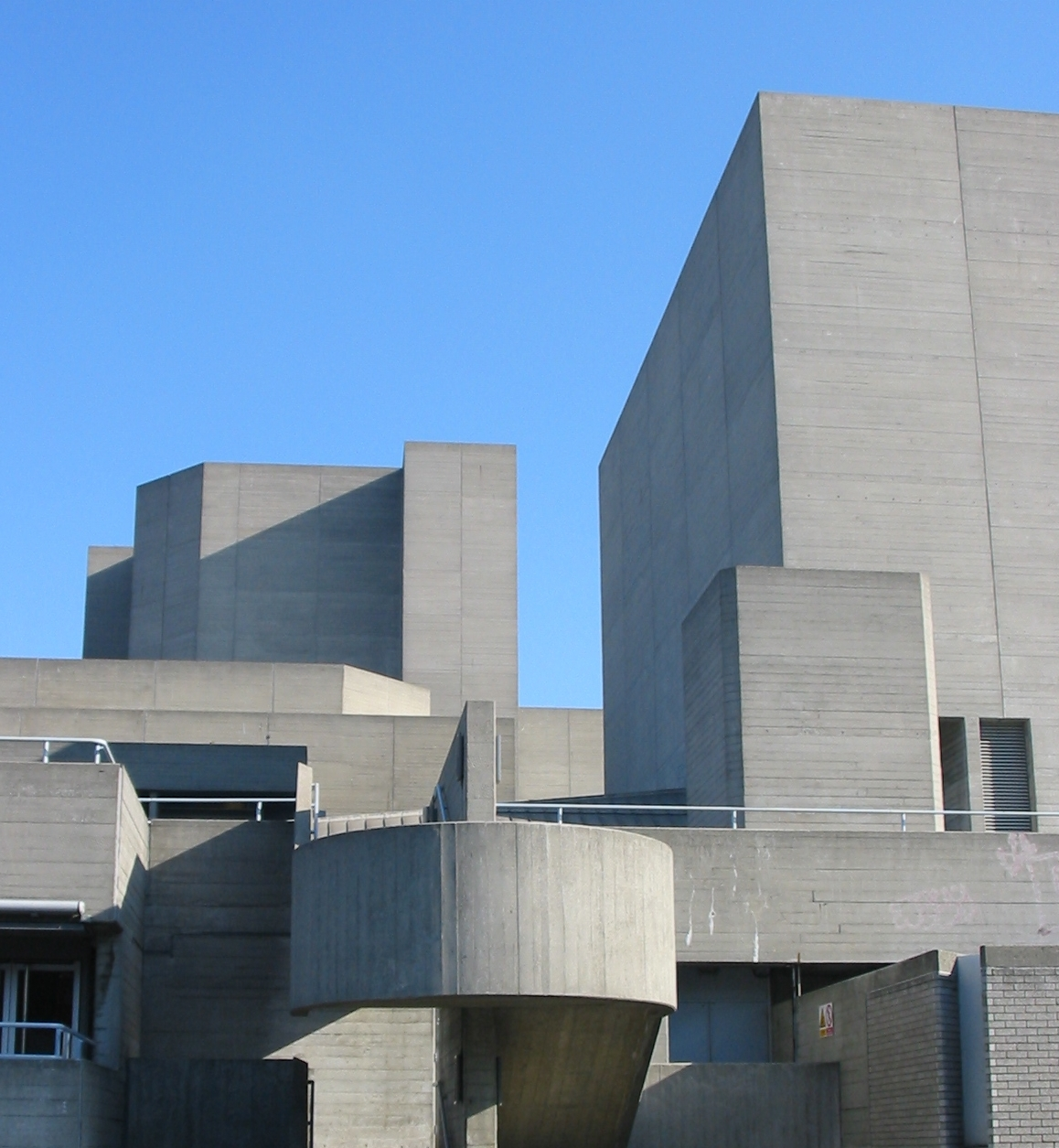
Architectonisch detail
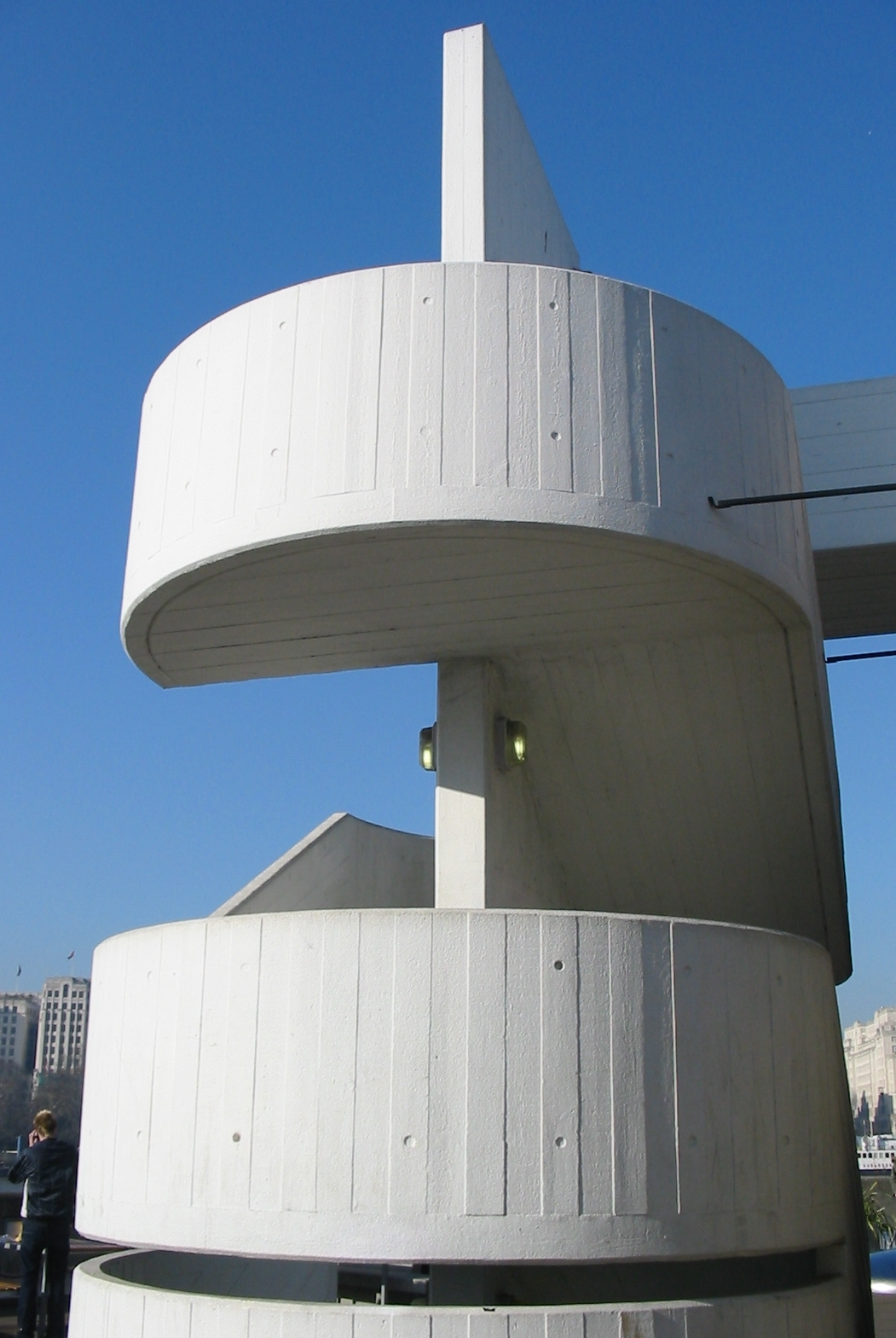
Architectonisch detail